# Cinemacoloris
El Cinemacoloris és un sistema de procediment de color que va ser inventat per Segundo de Chomón l'any 1911.
Aquest, consistia en un sistema de pintat mecànic amb trames a l'estil del Pathécolor. Però a diferència d'aquest i dels altres procediments anteriors, amb els quals es retallaven les trames manualment, en el Cinemacoloris es disposava d'una caixa en la qual la pel·lícula es projectava cap a un vidre polit amb esmeril que s'utilitzava com a pantalla, i sobre la qual es dibuixaven els contorns o les siluetes dels dibuixos. Aleshores, un burí retallava en la trama de la pel·lícula o en la plantilla que li conferia els diversos colors.
Aquest sistema era precís en l'obtenció dels colors i els seus límits, ja que amb Cinemacoloris, Chomón aconseguia donar a cada objecte i personatge el seu color requerit.
Tot i així, malgrat el perfeccionament del procediment, aquest invent no va progressar, degut a què just al mateix any, al Regne Unit s'explotà el sistema bicrom Kinemacolor, i un any després, a França, la Gaumont va inventar el Chronochrome tricrom.

## Història
Segundo de Chomón va inventar aquest sistema de procediment de color l'any 1911. Va poder desenvolupar i perfeccionar aquesta tècnica després de treballar en diverses professions relacionades amb l'edició cinematogràfica amb Pathé a França. Al principi va patentar aquest revolucionari sistema com a Chomón-Zollinger, i tot i que no va tenir molt èxit a causa de l'emergència de procediments de color més avançats, Chomón va seguir aportant invents i descobriments al cinema de color fins al final de la seva carrera.

## Films
Abans que aquesta nova tècnica es deixés de fer servir, durant dos anys, Segundo de Chomón va editar uns films rodats per a la Ibérico Films amb el seu procediment:
- Soñar Despierto (1911)
- Física Diabólica (1911)
- El Iris Fantástico (1911)
- Pulgarcito (1911)
- El Biombo de Cagliostro (1912)
- El Gusano Solitario (1912)
- El Genio de Fuego (1912)[1]